# Principessa Casamassima
Principessa Casamassima è  un romanzo di Henry James del 1886. Il romanzo apparve inizialmente a puntate sull'Atlantic Monthly tra il 1885 e il 1886.
È la storia di un giovane rilegatore di Londra, Hyacinth Robinson, che viene coinvolto in un complotto terroristico. Il libro è insolito per il canone di James, avendo un soggetto di violenza politica. Il romanzo è spesso accomunato a un altro romanzo di James pubblicato sempre nel 1886, Le bostoniane, che si occupa anch'esso di questioni politiche, sebbene in modo meno tragico.

## Edizione italiana
- Henry James, Principessa Casamassima, traduzione di Franco Cordelli, Garzanti, 1994,  p. 511, ISBN 978-88-11-36126-8.